# Аквабјанка (Савона)
Аквабјанка (итал. Acquabianca) је насеље у Италији у округу Савона, региону Лигурија.
Према процени из 2011. у насељу је живело 73 становника. Насеље се налази на надморској висини од 618 м.